# 阿什拉夫·加尼
穆罕默德·阿什拉夫·加尼·艾哈迈德扎伊（1949年5月19日—）是阿富汗政治人物，前任阿富汗總統。其為政府实效机构的創辦人之一，该机构成立于2005年1月，旨在促进政府服务民众的能力。塔利班政权瓦解后，加尼在2002年7月至2004年12月期間出任了阿富汗财政部长一职，期间他試圖恢復阿富汗经济。加尼博士还是联合国开发计划署（UNDP）下轄独立机构「贫穷人口法律权益委员会」的一员。2005年，他曾在TED大會上發表演說，談論如何重建像是阿富汗這種已經幾乎被摧毀的國家。他是2009年阿富汗总统选举候选人之一，在这次总统选举中名列第四，得票率為2.94%。他也参与了2014年阿富汗总统选举，并与主要竞争对手阿卜杜拉·阿卜杜拉一起进入第二轮对决之中。2014年9月21日，阿富汗選舉委員會宣告甘尼當選阿富汗總統，2019年成功連任。2021年8月15日，塔利班攻破首都喀布爾，當晚甘尼逃離阿富汗，阿富汗政府代表將與塔利班在卡塔爾舉行談判並展開和平政權轉移問題。但是他仍在聯合國國家元首名單至2022年2月15日。

## 早年
阿什拉夫·加尼，普什图族人，1949年出生于阿富汗洛加尔省，加尼曾在贝鲁特美国大学进修政治学与国际关系学，之后他进入哥伦比亚大学并在那儿完成了哲学的硕士与人類學博士学位，他还参与了哈佛大学、欧洲工商管理学院以及斯坦福大学商学院为世界银行设立的领导培训计划。
他先后执教于喀布尔大学（1973-1977年）、丹麦奥胡斯大学（1977年）、伯克利加州大学（1983年）以及约翰霍普金斯大学（1983-1991年），他的学术研究方向在于国家建设与社会变革方面。
1985年，他以布赖特学者的身份对巴基斯坦宗教学校进行了为期一年的实地考察，同时，他对宗教比较学也颇有研究。1991年，加尼加入了世界银行工作并致力于从事东亚和南亚的一些项目，一直到90年代中期。1996年，他开创了将体制与组织分析法应用于变革的宏观过程，对俄罗斯煤炭工业的调整计划起了直接的作用，并且对世银的国家援助策略和结构调整计划进行了全球性的审查。
他花了五年时间，分别在中国、印度以及俄罗斯管理一些大规模的发展和体制转型项目。第一次海湾战争期间，他频繁在一些主要的电视、电台节目发表自己的看法以及接受报章的采访。

## 近年
九一一事件发生之后，加尼没有领取薪水就直接离开了世界银行，并将自己投身于与媒体更多的接触中，他频繁出现在PBS、BBC、CNN等电视节目的新闻时段以及BBC等公众电台广播里面，他还为主流报刊撰稿。2002年11月，加尼接受了联合国一项特别顾问的工作，协助秘书长的特别代表拉赫达尔·卜拉希米前往阿富汗，准备波恩协定的签署工作，其中牵涉到还权力于阿富汗民众的流程与文档。
2001年12月，加尼在离开24年之后重新回到了阿富汗，他辞去了联合国以及世界银行的工作，并在2002年2月1日加入了阿富汗政府部门，担任总统哈米德·卡尔扎伊的首席顾问。他一直致力于公众福利事业，并且是首批公布自己财产的政府官员之一。他以首席顾问的身份着手于大国民议会的准备工作，通过选举确定了哈米德·卡尔扎伊的总统身份，并且通过了阿富汗宪法。2004年10月，卡尔扎伊成为由民众直接选举产生的总统之后，加尼拒绝了加入内阁的提议，他申请担任喀布尔大学校監。而在担任大学校監期间，加尼研创了一种教员、学生以及其他职员共同参与的管理模式，从而在大学里面营造了一种新的氛围：任何有能力以及献身精神的男女都可以在此获得培训的机会，籍以引领他们的国家走向全球化的时代。
离开大学之后，加尼协助创办了政府实效机构并担任该机构的主席，该机构提出了一个框架，倡导政府应该执行十种职能，以更好地服务于它的民众。2005年，战后过渡政府的领导人与管理者在绿树庄园一个由联合国以及世界银行共同主办的会议上讨论了这一框架。该计划还提出，建基于国际社会、政府以及国民之间双重契约的国家建设或主权战略的手段，可用于作为机构援助或者其他干预方式的基础，政府的实效性可用一个按年度编制的主权指数加以衡量。
2006年年底，有人透露说加尼将会成为科菲·安南之后的下一任联合国秘书长，他的名字出现在财经时报的头版（2006年12月18日），里面还引述他曾经说过的一句话“我希望通过理念获得成功”。两位著名的国际关系学专家还告诉报章说“联合国真的应该感到兴幸可以招揽到他”，他们还称赞他拥有“极高的智慧、才能与能力”。几个月之后，2007年4月，当他的名字出现在世界银行主管的适合候选人名单时，人们对他的意向的猜疑似乎很令他困扰。
加尼一直致力于成为一位公众演说家，在2005年的时候，他在一系列会议上作了主题演讲，其中包括美国律师协会主办的国际法治研讨会、大西洋两岸政策网络（TPN）、挪威政府开发人员的年度会议、国际战略研究中心（CSIS）针对联合国改革的研讨会议、联合国-经合组织-世界银行针对弱国的研讨会以及全球科技、娱乐及设计大会（TED Global）。

### 塔利班下野后在阿富汗扮演的角色
2003年，阿什拉夫·加尼被新兴市场报章评为亚洲最好的财政部长。在他担任阿富汗财政部长期间，加尼进行了一系列广泛而深刻的改革。他用极短的时间完成阿富汗新货币的发行，他还实现了国库的计算机化管理，并且实行了单一国库帐户。他采用无赤字财政政策，将预算作为中央政策手段，实行集中收付，改革了关税制度，并且对海关进行了彻底整顿。他建立了一套定期向内阁、阿富汗人民以及国际利益相关者发布报告的制度，以之作为一种透明清晰化的工具。
2004年3月31日，加尼出席了在德国柏林举行的一场国际会议，该会议的主题是一项名为保护阿富汗的未来的七年公共投资计划，65位财政和外交官员出席了这一会议。保护阿富汗的未来被形容为有史以来由一个贫穷国家向国际社会提出的最综合性的计划，100名专家组成的小组在以加尼为主席的委员会监督下筹措完成了这一计划。而介于捐献者与阿富汗政府之间与介于政府与阿富汗民众之间的双重契约，奠定了保护阿富汗的未来这一投资计划的基础。在会议上，捐献者承诺在计划的前三年提供82亿美元的资金（恰好是政府要求的金额），他们也一致认为，阿富汗政府请求在七年内募得275亿美元的总金额也是合乎情理的。
以创造财富和建立公民权利来消除贫穷为重点一直是加尼发展模式里面的核心。他在阿富汗设计了一个名为国家团结规划的项目，这个项目准允由选举产生的村议会能够自行决定优先权与执行机制。目前，该项目已经覆盖到了約20000个村子中的13000个。此外，加尼还跟通信部门合作，确保电信经营许可证的批核能够在一个完全透明的基础上。2005年年底，阿富汗的手机持有数量已经由2002年7月份仅有一百台跃升到了一百万台。通信领域的私人投资超过了两亿美元，电信部门已经成为政府财政收入的主要来源之一。
加尼在2014年就任阿富汗總統後，在首屆任期已有許多人批評他無能、傲慢和在一個有深度分歧的國家「打族群牌」，及他似乎不願意建立一個一致的聯盟或是與首席執行官阿卜杜拉·阿卜杜拉建立工作關係。

### 连任总统
2019年9月28日，阿富汗举行总统选举，争取连任的加尼和时任首席执行官的阿卜杜拉·阿卜杜拉争选总统职位，加尼之后参加的一场选举集会附近发生一起爆炸事件，导致26人被炸死，42人受傷，但加尼没有受伤。经过五个月争论，在2020年2月18日选委会公布时任总统加尼以50.64%的得票率击败对手。
3月9日，加尼和阿卜杜拉各自举行总统就职仪式。加尼在喀布尔总统府对民众发表演讲时，附近地区遭遇伊斯兰国火箭炮袭击，引起民众恐慌。加尼脱掉自己的外衣安抚现场民众，表示自己沒有穿上防弹衣。

### 2021年出逃
在2021年外國部隊陸續撤軍之際，塔利班開始新一輪攻勢。加尼政府於2021年6月推出計劃，動員各地組建民兵對抗塔利班，但是成效不大。2021年8月6日起，多個省的首府陸續落入塔利班手中。截至8月15日，除首都喀布爾外，所有其它主要城市皆已落入塔利班手中；當天，加尼從喀布爾逃到國外，塔利班部隊隨後進入喀布爾。在加尼出逃之前一晚，他在電話中曾向美國國務卿布林肯表示已準備奮戰至死。
加尼被批評任由前線政府軍士兵捱餓，以及根據個人忠誠度而不是能力作為用人準則。在加尼政府危在旦夕之際，加尼仍花時間召開會議討論國家財政「數字化」和總檢察長辦公室改革。前代理財政部長哈立德·佩恩達（Khalid Payenda）表示人們害怕加尼的脾氣，害怕被嘲笑，於是人們不敢提供真誠的意見，「好的人離開，能夠攀上權力的人不是非常忠心就是非常腐敗」。俄羅斯駐阿富汗大使館在评论阿富汗政权垮台的原因时引用「目击者」的言论稱加尼在出逃時帶走了大量的政府资金。
8月17日，阿富汗第一副總統阿姆魯拉·薩利赫宣布依據憲法就任臨時總統。稍後與艾哈邁德·沙阿·馬蘇德之子艾哈邁德·馬蘇德聯手，在北方聯盟所控制的潘傑希爾組成民族抵抗陣線，並宣示將持續對抗塔利班政權。當天大約在同一時間，阿富汗國民軍的殘餘力量在艾哈邁德·馬蘇德的鼓舞下開始集結在潘傑希爾山谷，並成功奪回先前由塔利班所佔領之帕爾旺省首府恰里卡爾，預備與佔領喀布爾的塔利班政權進行長期抗戰。
8月18日，阿富汗總統加尼證實其已抵達阿拉伯聯合大公國，正式展開流亡生涯。加尼稍晚在Facebook发布了一段影片，解释他是为了避免流血事件，以支持阿姆魯拉·薩利赫与塔利班之间的会谈，才决定离开阿富汗：「如果我继续留任阿富汗总统，人们就会被处以绞刑，这将是我们历史上一场可怕的灾难。我不害怕光荣的死亡，但我不能接受让阿富汗蒙羞，我不得不这样做，我离开阿富汗是为了避免流血事件和对阿富汗的破坏。我不希望像在叙利亚和也门那样的流血事件发生在喀布尔，所以我决定离开」。他解释在塔利班的进攻下，他与51名亲信在8月15日乘搭俄罗斯的飞机逃离喀布尔，获得阿联酋以人道主义为由接纳加尼及其家人进入该国。加尼也否认他在逃离阿富汗时帶走1.69亿美元的说法，强调在逃离塔利班的过程中，他只带着一套传统服装、一件背心和一双凉鞋，在连鞋子都沒有穿上的情况下离开阿富汗。
8月23日，塔利班宣布特赦加尼，允许其返回阿富汗。
9月8日，加尼发布声明，表示自己是因总统府安保人员的敦促才离开阿富汗的，是为了避免重蹈上世纪90年代阿富汗内战时的可怕巷战的覆辙。离开喀布尔是为了保护喀布尔与六百万市民，自己从未放弃帮助阿富汗人民建设民主国家。并澄清对自己从机场带走属于阿富汗人民的数百万美金的指控，表示打击腐败是其工作的重点，并欢迎、接受联合国或其他第三方机构对其展开审计或财务调查，以证明自己言论的真实性。还鼓励、敦促了其他前政府高层亦接受如此调查。在声明结尾，加尼向所有阿富汗人，特别是在过去40年里作出牺牲的阿富汗士兵及其家属，表示深切的感谢和敬意，并向阿富汗人民道歉。

## 争议

### 从阿富汗带着大量现金逃亡的指控
在塔利班发起2021年攻勢成功赶走加尼领导的阿富汗政权后，俄羅斯駐阿富汗大使館发言人Nikita Ishenko宣稱加尼在出逃時帶走了裝滿4輛车辆和1架直升機的現金，由於錢實在太多，一部分的錢直升機裝不下，只好遺留在停機坪。大使館發言人表示消息來源是「目擊者」，其发言更被俄罗斯媒体广泛引用。一些报道表明，加尼和其他官员拿走了高达1.69亿美元的政府资金，但加尼对此否认有关指控。
俄罗斯的说法被指可能是夸大或不准确的。美国监管机构与阿富汗重建机构（SIGAR）于2022年6月对此调查报告指出，在基于评估相关目击者和官员的采访中，几乎可以确定加尼在逃离喀布尔总统府时，在逃亡的车队上沒有大量现金的迹象。SIGAR在对相关目击者的调查指出，在塔利班控制首都之前的几个小时内，他们只看到阿富汗总统、其他官员和警卫在苍惶逃离中只带了极少的行李，一些人士分别只带了数目不一的现金在身上，整体上可能只拿走了约50万美元。如果将1.69亿美元的百元钞票在直升机上叠放，将形成一个长7.5英尺（2.3米）、宽3英尺、高3英尺的块状物，这个块状物将重达3722磅，或近2吨。同时对载满了逃生的人的直升机来说存有「有效载荷和性能上的限制」，进一步表明携带如此大量现金的可能性不大。

## 軼事
2016年2月12日，印度總理莫迪在社交網站推特發表了祝賀阿富汗總統阿什拉夫·加尼的留言，然而後來加尼留言感謝祝賀，但表示其正確出生日為5月19日。